# Смирненски (Пловдив)
Вижте пояснителната страница за други значения на Смирненски.
„Смирненски“ е квартал на Пловдив, който се намира в западната част на града и административно е в състава на район „Западен“.
Граничи на юг с железопътна линия София – Пловдив, а на запад с Прослав. В източната посока кварталът се затваря от железопътната отсечка Централна гара – гара Филипово и допира до западните склонове на Хълма на младостта (Младежки хълм). На север граничи с парка на Гребния канал, а в проект „Смирненски-3“ се предвижда достигането до южния бряг на Марица.
Условно се дели на нова (Смирненски-2) и стара (Смирнески-1) части, разделени от улица „Царевец“. Старата част се състои предимно от стари тухлени къщи и кооперации, строени през 50-те и 60-те години, а новата – от блокове от панелен тип, строени през 60-те, 70-те и 80-те години на 20 век. В новата част се намира символичният център на квартала – парк „Ружа“ с православния храм „Свети Климент Охридски“. В новата част се намира също и известната ОМГ Академик Кирил Попов.